# Ong vàng phiêu lưu ký
Ong vàng phiêu lưu ký (tựa gốc tiếng Anh: Bee Movie) là phim điện ảnh hoạt hình máy tính hài hước của Mỹ năm 2007 do DreamWorks Animation sản xuất và hãng Paramount Pictures phân phối. Phim do Simon J. Smith và Steve Hickner đạo diễn, với sự tham gia của Jerry Seinfeld và Renée Zellweger, cùng các vai phụ đảm nhiệm bởi Matthew Broderick, Patrick Warburton, John Goodman và Chris Rock. Phim khởi chiếu ở Việt Nam vào ngày 7 tháng 2 năm 2008.